# 尼亚赖吉哈佐
尼亚赖吉哈佐，是匈牙利佩斯州所辖的一个村。总面积31.99平方公里，总人口3973，人口密度124.2人/平方公里（2011年1月1日）。